# Мухівці
Му́хівці — село в Україні, у Немирівській міській громаді Вінницького району Вінницької області. Населення становить 1044 осіб.

## Історія
Відповідно до Розпорядження Кабінету Міністрів України від 12 червня 2020 року № 707-р «Про визначення адміністративних центрів та затвердження територій територіальних громад Вінницької області» увійшло до складу Немирівської міської громади.
19 липня 2020 року, в результаті адміністративно-територіальної реформи та ліквідації Немирівського району, село увійшло до складу Вінницького району.

## Населення

### Мова
Розподіл населення за рідною мовою за даними :
| Мова            | Кількість | Відсоток |
| --------------- | --------- | -------- |
| українська      | 1473      | 98.33%   |
| російська       | 23        | 1.54%    |
| румунська       | 1         | 0.07%    |
| інші/не вказали | 1         | 0.06%    |
| Усього          | 1498      | 100%     |